# Hưng Thịnh, Trấn Yên
Hưng Thịnh là một xã thuộc huyện Trấn Yên, tỉnh Yên Bái, Việt Nam.

## Địa lý
Xã Hưng Thịnh có diện tích 22,34 km², dân số năm 2019 là 4.318 người, mật độ dân số đạt 193 người/km².

## Hành chính
Xã Hưng Thịnh được chia thành 10 thôn: Khang Chính, Kim Bình, Quang Vinh, Yên Bình, Yên Định, Yên Ninh, Yên Phú, Yên Thành, Yên Thịnh, Yên Thuận.